# تشارلز كروغر
تشارلز كروغر (بالفرنسية: Charles Krüger)‏ (9 مارس 1896 بلوكسمبورغ في لوكسمبورغ - 8 مارس 1990) هو لاعب كرة قدم لوكسمبورغي في مركز حراسة المرمى، شارك في الألعاب الأولمبية الصيفية 1920. وشارك مع منتخب لوكسمبورغ لكرة القدم. أما مع النوادي، فقد لعب مع نادي فولا إيش.

## وصلات خارجية
- تشارلز كروغر على موقع الاتحاد الدولي (مؤرشف)  (الإنجليزية)
- تشارلز كروغر على موقع قاعدة بيانات كرة القدم.إي يو (الإنجليزية)
- تشارلز كروغر على موقع أوليمبيديا (الإنجليزية)